# Magnus Tollin
Magnus Tollin, född 15 april 1724 i Tåby församling, Östergötlands län, död 19 juli 1804 i Å församling, Östergötlands län, var en svensk präst.

## Biografi
Magnus Tollin föddes 1724 i Tåby församling. Han var son till gästgivaren Gustaf Jonsson och Lisa Nilsdotter på Fristad. Tollin blev höstterminen 1748 student vid Uppsala universitet och prästvigdes 26 september 1755. Han blev 20 december 1760 brukspredikant på Gusums bruk. Tollin blev 26 mars 1765 komminister i Östra Husby församling och avlade 31 maj 1774 pastoralexamen. Han blev 22 januari 1783 kyrkoherde i Å församling, tillträde samma år. Han avled 1804 i Å församling.

### Familj
Tollin gifte sig första gången 3 september 1761 med Ulrica Wadman (1734–1766). Hon var dotter till auditören Per Gideon Wadman vid Östgöta infanteriregemente och Eva Maria Fahnhjelm. De fick tillsammans barnen prästen Per GUstaf Tollin, kronofogden Carl Adam Tollin (1764–1834) och Eva Lisa Tollin (född 1766) som var gift med brukbokhållaren Carl Fredric Örnborg på Fullerstad.
Tollin gifte sig andra gången 18 mars 1768 med Rebecca Lovisa Eklund (1746–1820). Hon var dotter till kornetten Bengt Eklund och Anna Margareta Lindahl. De fick tillsammans sonen lantmätaren Adolph Magnus Tollin (1771–1856) i Linköping.